# 쿠프슈타인
쿠프슈타인(독일어: Kufstein)은 오스트리아 티롤주에 위치한 도시로 독일 바이에른주의 경계와 가깝다. 티롤주에서 인스브루크 다음으로 가장 큰 도시이며 랜드마크로는 13세기에 지어진 쿠프슈타인 요새가 있다.

## 경제
유리 제조업체 리델과 스키, 테니스 라켓 제조업체 크나이슬이 쿠프슈타인에 위치하고 있다. 해외 교환학생의 센터라 불리는 쿠프슈타인 응용과학 대학 또한 위치하고 있다.

## 관광
쿠프슈타인은 오랜 역사로 인한 볼거리가 풍부하다. 시의 상징인 요새는 1205년도 문서에 처음 기록되어 있으며 제2차 세계 대전 후에는 감옥으로 사용되었다. 현재는 지역 역사 박물관이 위치해 있고 석기 시대의 물품들이 전시되어 있다. 이러한 고고학적 발견으로 쿠프슈타인은 티롤 주 안에서 가장 오래된 문명지로 간주된다. 요새에서 볼 수 있는 오르간은 세계적으로도 가장 큰 실외 오르간으로 알려져 있다. 성 비투스 성당은 쿠프슈타인에서 가장 오래된 성당으로 1390년에 지어진 전형적인 고딕 양식의 건물이다. 1660년 바로크 형식으로 공사가 진행되었다. 중세시대에 지어진 성곽 또한 시의 고전미를 전해주는 요소이며 오랜 역사를 자랑하는 시청, 구 시가지등은 역사적으로 훌륭한 볼거리를 제공한다.

## 인구
| 연도 | 인구   | ±%     |
| ---- | ------ | ------ |
| 1869 | 2,777  | —      |
| 1880 | 3,787  | +36.4% |
| 1890 | 4,067  | +7.4%  |
| 1900 | 4,791  | +17.8% |
| 1910 | 6,717  | +40.2% |
| 1923 | 7,103  | +5.7%  |
| 1934 | 7,551  | +6.3%  |
| 1939 | 8,233  | +9.0%  |
| 1951 | 11,268 | +36.9% |
| 1961 | 11,215 | −0.5%  |
| 1971 | 12,913 | +15.1% |
| 1981 | 13,118 | +1.6%  |
| 1991 | 13,484 | +2.8%  |
| 2001 | 15,358 | +13.9% |
| 2011 | 17,388 | +13.2% |
| 2015 | 20,064 | +15.4% |

## 기후
| Kufstein의 기후          | Kufstein의 기후 | Kufstein의 기후 | Kufstein의 기후 | Kufstein의 기후 | Kufstein의 기후 | Kufstein의 기후 | Kufstein의 기후 | Kufstein의 기후 | Kufstein의 기후 | Kufstein의 기후 | Kufstein의 기후 | Kufstein의 기후 | Kufstein의 기후 |
| 월                       | 1월             | 2월             | 3월             | 4월             | 5월             | 6월             | 7월             | 8월             | 9월             | 10월            | 11월            | 12월            | 연간            |
| ------------------------ | --------------- | --------------- | --------------- | --------------- | --------------- | --------------- | --------------- | --------------- | --------------- | --------------- | --------------- | --------------- | --------------- |
| 일평균 최고 기온 °C (°F) | 2 (36)          | 5 (41)          | 10 (50)         | 14 (57)         | 19 (66)         | 21 (70)         | 24 (75)         | 23 (73)         | 19 (66)         | 14 (57)         | 7 (45)          | 3 (37)          | 13 (56)         |
| 일평균 최저 기온 °C (°F) | −4 (25)         | −3 (27)         | 0 (32)          | 3 (37)          | 8 (46)          | 11 (52)         | 13 (55)         | 13 (55)         | 10 (50)         | 5 (41)          | 0 (32)          | −3 (27)         | 4 (40)          |
| 평균 강수량 mm (인치)    | 81 (3.19)       | 72 (2.83)       | 93 (3.66)       | 95 (3.74)       | 110 (4.33)      | 155 (6.10)      | 175 (6.89)      | 153 (6.02)      | 102 (4.02)      | 73 (2.87)       | 95 (3.74)       | 88 (3.46)       | 1,292 (50.85)   |
| 출처: SmartTripWeather   |                 |                 |                 |                 |                 |                 |                 |                 |                 |                 |                 |                 |                 |

## 자매 도시
- 스위스 프라우엔펠트
- 이탈리아 로베레토
- 튀르키예 아마시아

## 사진

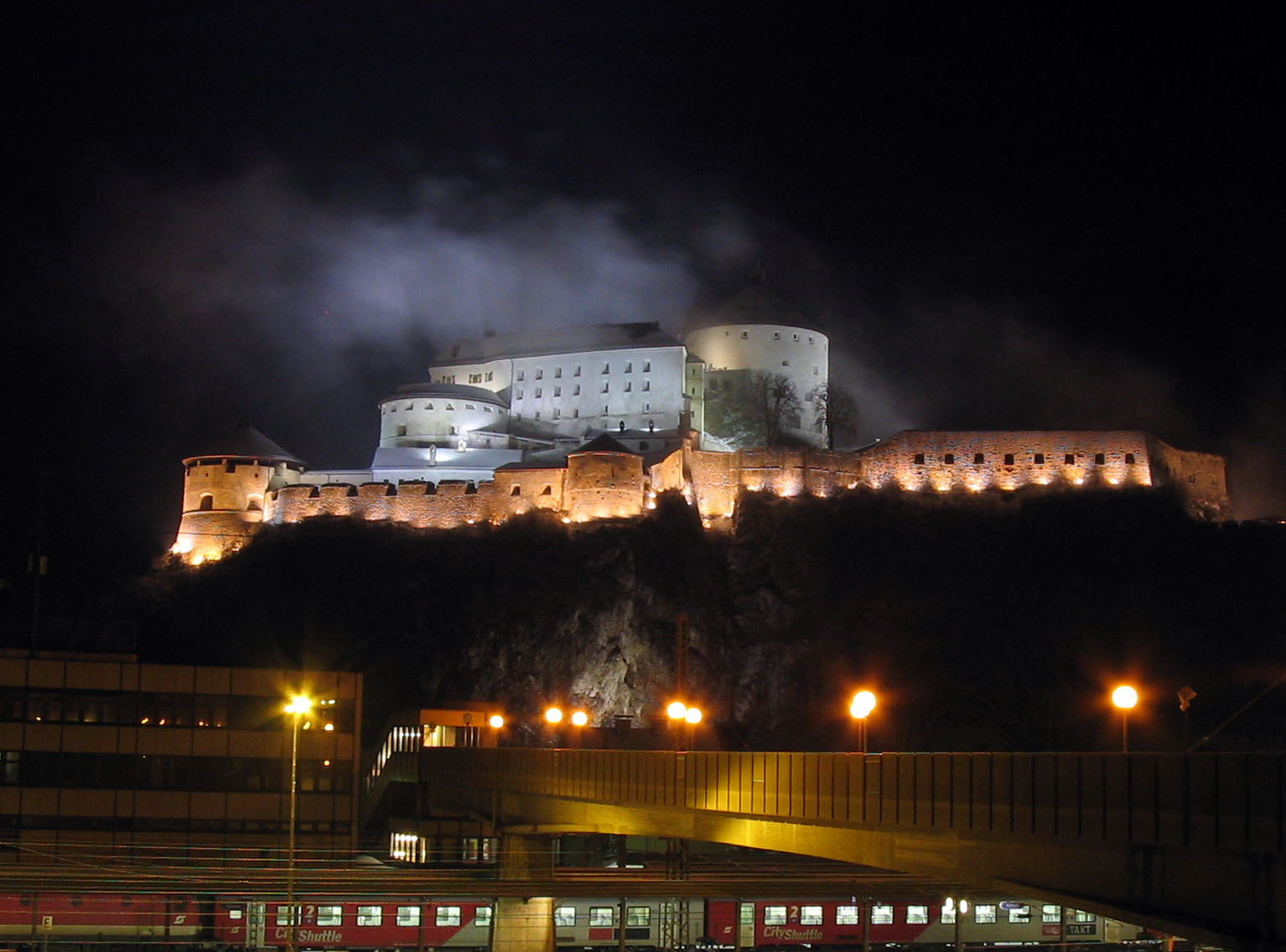
쿠프슈타인 요새 야경
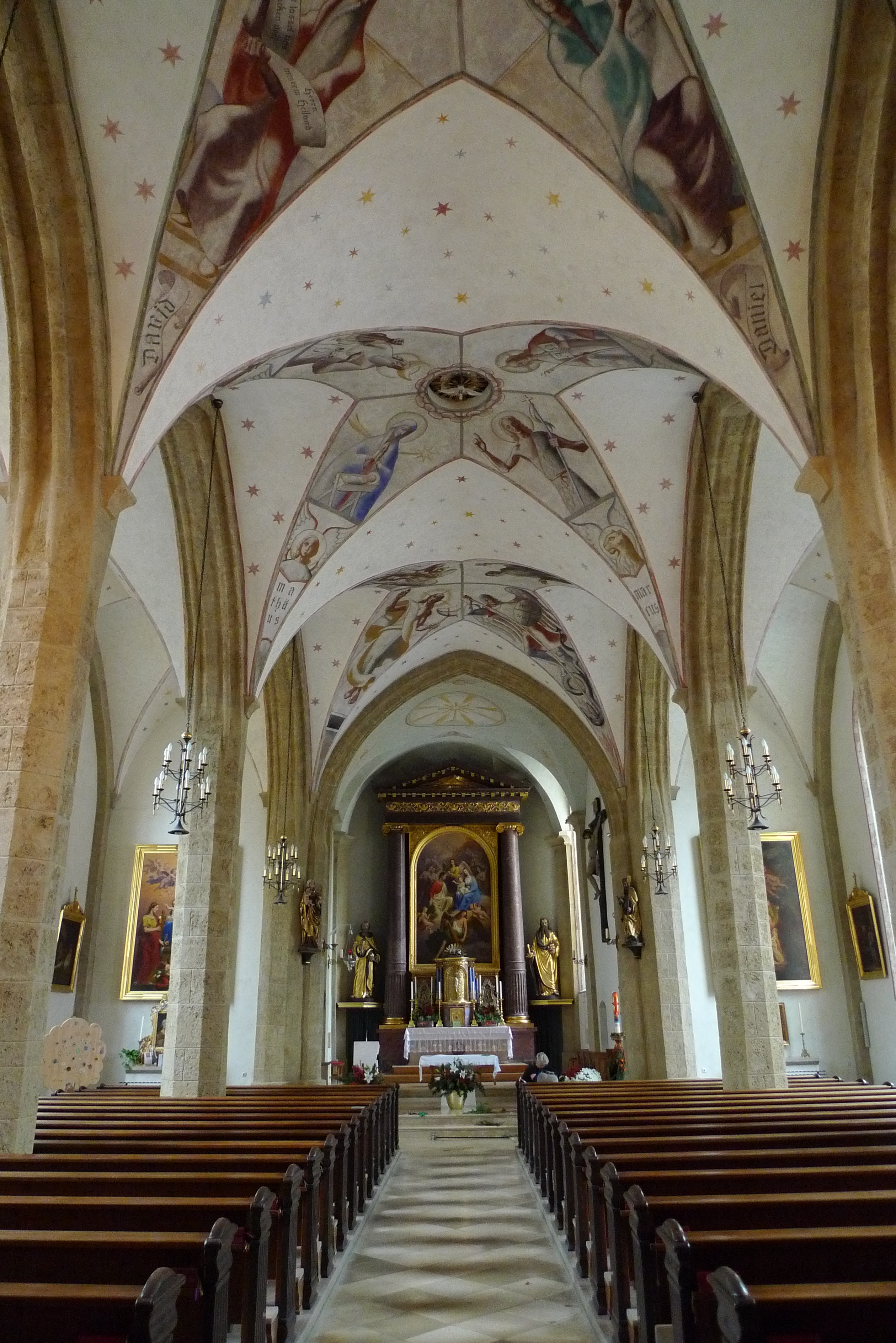
성 비투스 성당 내부
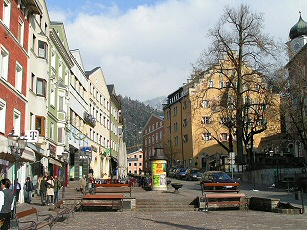
슈타드 광장